# ホールスラスタ

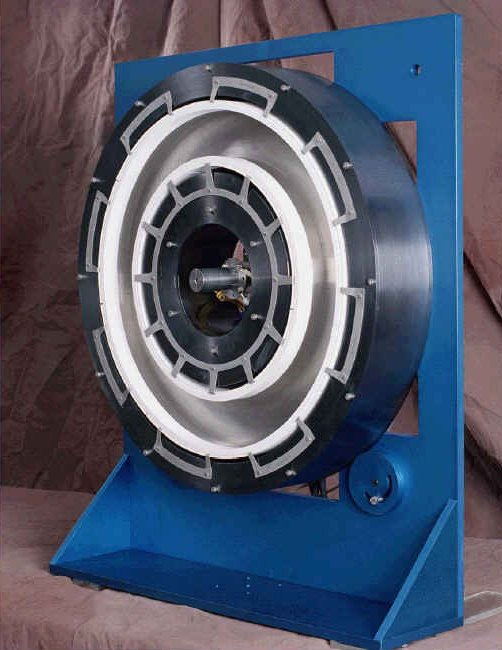
NASAの457Mホールスラスタ

ホールスラスタ (Hall thruster) とは、イオンに対しては正極が作る軸方向の電場勾配が主に働く一方、電子に対してはホール効果による閉じ込め効果が利く程度の磁場をかけて推進剤の電離を促進する電気推進機。「ホール」はホール効果を発見した19世紀の科学者、エドウィン・ホールに由来。
ホールスラスタはマグネティックレイヤー型とアノードレイヤー型の2タイプに大きく分けられる。マグネティックレイヤー型は旧ソ連が実際に多くの人工衛星に搭載した。
イオンエンジンがChild-Langmuir則により推力密度を著しく制限されるのに対して、ホールスラスタには制限がなく、大電力化が容易である。比推力は1000秒から3000秒であり、エネルギー効率は50%以上と高い。
主な推進剤はキセノン、クリプトンである。大きい推力電力比が特長で、イオンエンジン、MPDアークジェットの20〜30 mN/kWに対して、50 mN/kWを誇る。ただし、DCアークジェットの100mN/kWには及ばない。
ESA（欧州宇宙機関）では2003年に打ち上げられた月探査機SMART-1にホールスラスタが使われた。
米国ではエアロジェット・ロケットダイン社がAEHF軍事通信衛星用にXR-5ホールスラスタ(4.5kW)を供給しており、同社はさらに12kWクラスのXR-12と20kWクラスのXR-20も開発中である
。
ロシアではファケル実験設計局がロシア製宇宙機や欧州製宇宙機用にSPT-140Dホールスラスタ(4.5kW)を供給しており、同設計局はさらに25kWクラスのSPT-230も販売している。